# Ferrovia Sursee-Triengen
La ferrovia Sursee-Triengen è una linea ferroviaria a scartamento normale della Svizzera.

## Storia
Con l'apertura nel 1856 della linea Olten-Lucerna da parte della Schweizerische Centralbahn, iniziarono le trattative per una ferrovia che percorresse la valle della Suhre, complicate dal fatto che erano coinvolti due cantoni (Lucerna e Argovia) con idee diverse (il canton Lucerna era per la costruzione di una linea a scartamento normale, mentre l'Argovia per una linea a scartamento ridotto).
Nel 1901 venne aperta la ferrovia Aarau-Schöftland, a scartamento ridotto; il canton Lucerna rispose con la costruzione della linea Sursee-Triengen a scartamento normale, aperta il 23 novembre 1912 e gestita dalla società Sursee-Triengen-Bahn (ST). Il collegamento ferroviario tra Triengen e Schöftland (che sarebbe stato lungo 11 km) non venne mai costruito, nonostante numerosi progetti presentati sino ai primi anni Sessanta; già dal 1924, peraltro, era stata creata un'autolinea Triengen-Schöftland gestita dall'Autopostale.
Il 26 settembre 1971, dopo un annuncio a inizio anno da parte dell'Ufficio federale dei trasporti, cessò il servizio passeggeri (nonostante le proteste delle popolazioni locali) sostituito da autobus: da allora sulla linea vengono effettuati solo treni merci (a trazione Diesel, introdotta nel 1964) e convogli storici a vapore.

## Caratteristiche
La linea, a scartamento normale, è lunga 8,921 km. Contrariamente alla stragrande maggioranza delle ferrovie elvetiche, la linea non è elettrificata. Il raggio minimo di curva è di 250 metri, la pendenza massima è del 17 per mille.

### Percorso
| Continuation backward |

| Station on track |

|  | Unknown route-map component "ABZgl" | Unknown route-map component "CONTfq" |

| Unknown route-map component "exSTR+l" | Unknown route-map component "eABZgr" |  |

| Unknown route-map component "exBHF" | Straight track |  |

| Unknown route-map component "exSTRl" | Unknown route-map component "eABZg+r" |  |

| Unknown route-map component "hKRZWae" |

| Station on track |

| Station on track |

| End station |

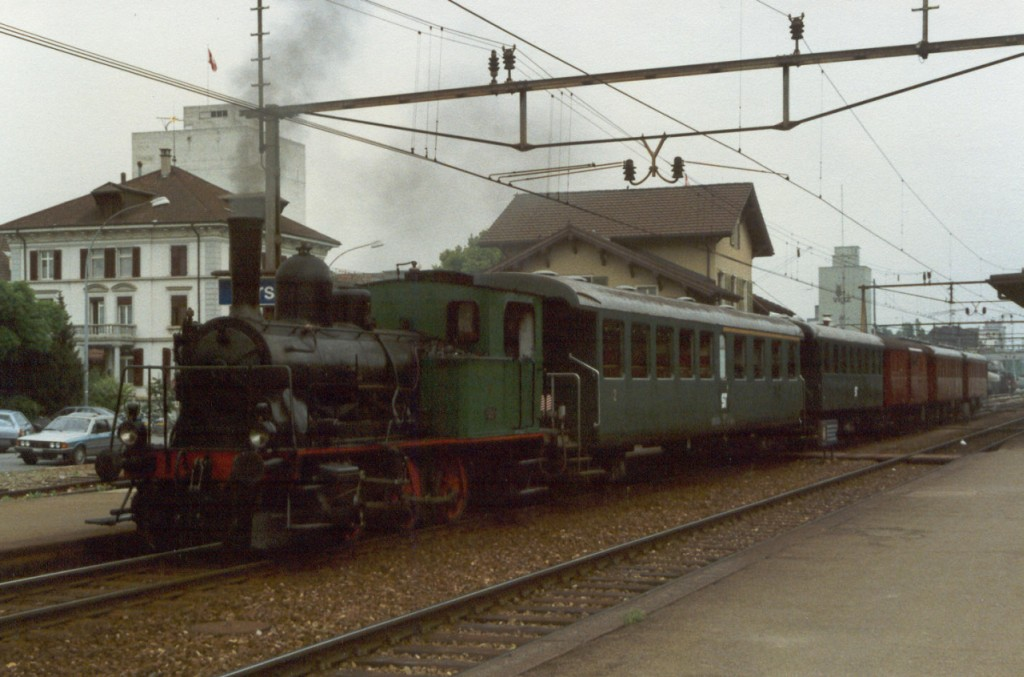
Un convoglio a vapore a Sursee (1988)

La linea parte dalla stazione di Sursee, sulla ferrovia Olten-Lucerna. Nel 1978 venne soppresso, a causa dei lavori per la costruzione dell'autostrada A2, il tratto di linea tra Sursee FFS e Chommlenbach transitante per la stazione di Sursee-Stadt, sostituito da un nuovo percorso che serve alcune aziende locali con dei raccordi ferroviari nella zona di Münchrüti. Attraversato il fiume Suhre si entra nella valle creata dallo stesso fiume, toccano Geuensee, quindi Büron-Bad Knutwil e terminando la corsa alla stazione di Triengen-Winikon.

## Materiale rotabile
All'apertura la ferrovia disponeva di due locomotive a vapore a due assi (serie E 2/2 1÷2) costruite dalla Henschel & Sohn. Nel 1918 la Schweizerische Lokomotiv- und Maschinenfabrik fornì un'automotrice a vapore dotata di vano bagagliaio e postale (FZm 1/2 11).
Tutte le locomotive vennero accantonate tra il 1961 e il 1963, sostituite da una locomotiva cabinata (Ed 2/2 1) proveniente dalla VHB e da alcune locomotive a vapore tipo E 3/3 "Tigerli" acquistate dalle FFS (tra cui la 8522, una delle due trasformate in locomotive "ibride" durante la Seconda Guerra mondiale). Nel marzo 1965 fu consegnata una locomotiva Diesel a due assi (Em 2/2 1 "Lisi") costruita da Brown Boveri, SIG e Saurer; un secondo locomotore Diesel fu consegnato nel 1976 e ceduto alle FFS nel 2000.

### Materiale motore - prospetto di sintesi
| Tipo                | Unità           | Anno di costruzione | Costruttore    | Note                        |
| ------------------- | --------------- | ------------------- | -------------- | --------------------------- |
| Locomotiva a vapore | E 3/3 5         | 1907                | SLM            | ex FFS, acquistata nel 1963 |
| Locomotiva a vapore | E 3/3 8522      | 1913                | SLM            | ex FFS, acquistata nel 1964 |
| Locomotiva Diesel   | Em 2/2 1 "Lisi" | 1965                | BBC-SIG-Saurer |                             |